# Diadegma minutum
Diadegma minutum là một loài tò vò trong họ Ichneumonidae.